# Castello della Motella

## Storia
Il 23 settembre 1391 Prevosto Martinengo compra da Giovannolo di Casate tutti i beni ricevuti da Regina della Scala, moglie di Bernabò Visconti Duca di Milano, tra di essi figurano le terre di Oriano, Padernello, Quinzano e Motella.
I benefici comprendevano acque, vigne, boschi, pascoli e molini.

## Il castello
Un presidio militare era già presente sotto Regina della Scala ma per vedere finalmente la costruzione di un grande castello bisogna aspettare Taddeo Martinengo, figlio di Antonio Martinengo che in questa terra volle edificare: un grande castello con fossato ponte levatoio e torri di difesa.
Nel 1441 Margherita di Bartolomeo Emili, vedova di taddeo Martinengo, fece costruire all'interno del castello una piccola cappella, ancora esistente.
All'interno del castello sono rintracciabili affreschi raffiguranti tre testicoli su fondo bianco e rosso, stemma dei Colleoni, questo a ricordare il matrimonio tra Tisbe Martinengo e Bartolomeo Colleoni.